# Jennifer Schwalbach Smith
Jennifer Schwalbach Smith (ur. 7 kwietnia 1971 w Newark w stanie New Jersey, USA) – amerykańska aktorka, w branży filmowej znana także jako Jennifer Schwalbach. Jest żoną reżysera Kevina Smitha.

## Życiorys
Wystąpiła jako Missy, członkini kobiecego gangu, w drugoplanowej roli w filmie męża Jay i Cichy Bob kontratakują (ang. Jay and Silent Bob Strikes Back, 2001). W filmach męża, jak np. w Dziewczynie z Jersey (ang. Jersey Girl, 2004), występują także w rolach cameo. W 2004 roku miała sesję do magazynu "Playboy". Zagrała rolę Emmy Bunting, narzeczonej Dantego Hicksa, w komedii Clerks - Sprzedawcy II (ang. Clerks II, 2006).
Kevina Smitha poślubiła 25 kwietnia 1999 roku. Mają razem córkę, Harley Quinn Smith. Mieszkają w Los Angeles w stanie Kalifornia, wspólnie z córką i rodzicami Jennifer.